# Nhà vật lý

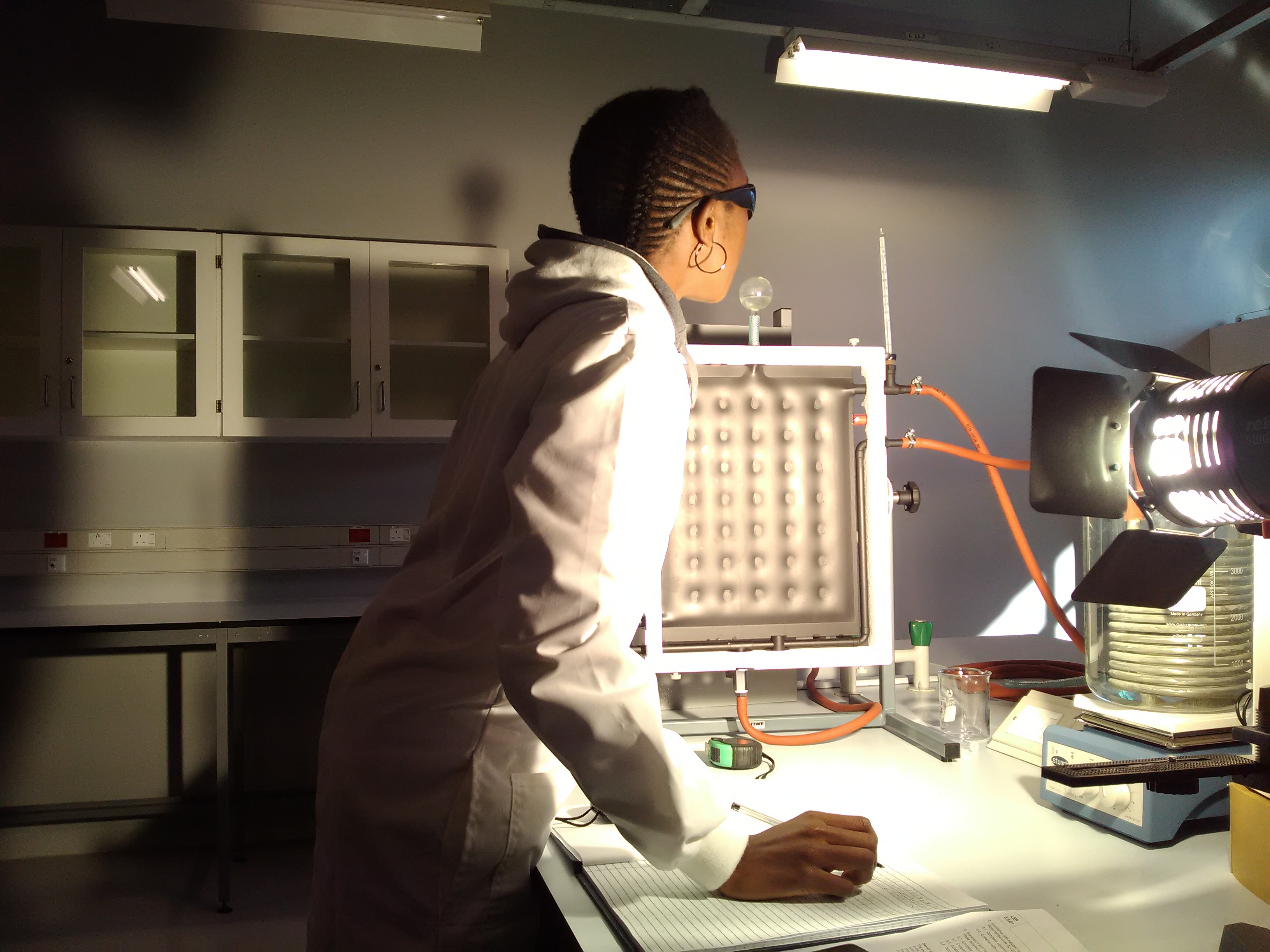
Nhà vật lý

Một nhà vật lý hay vật lý gia là một nhà khoa học chuyên sâu vào lĩnh vực vật lý. Các nhà vật lý làm việc tại các trường Đại học với các chức vụ như giáo sư, giảng viên, nhà nghiên cứu, hoặc trong các phòng thí nghiệm. Các nhà vật lý chuyên nghiệp thường phải có bằng tiến sĩ. Một số nhà vật lý cũng sử dụng kiến thức của họ để làm việc trong các lĩnh vực khác như tin học hoặc tài chính. Thông thường, các nhà vật lý đều sử dụng kiến thức chuyên sâu hoặc có tham gia nghiên cứu về toán học.

## Vinh danh và giải thưởng
Vinh dự cao nhất của các nhà vật lý là Giải Nobel Vật lý, được trao kể từ năm 1901 bởi Viện Hàn lâm Khoa học Hoàng gia Thụy Điển.